# 川端康成文学賞
川端康成文学賞（かわばたやすなりぶんがくしょう）は、作家の川端康成を記念して作られた文学賞。川端康成のノーベル文学賞賞金を基金とする公益財団法人川端康成記念会が主催している。本賞は、前年度の最も完成度の高い短篇小説に贈られる。
2019年3月25日、審査委員長である川端香男里理事長の体調不良と財政の問題から、賞の選考を休止することが発表された。2021年3月1日、選考を再開することが発表された。

## 受賞作一覧

### 第1期
- 第1回（1974年） 上林暁「ブロンズの首」（『群像』1973年4月号）
  - 最終候補作
    - 佐多稲子「歳月」
    - 庄野潤三「甘えび」
    - 小島信夫「ハッピネス」
    - 三浦哲郎「ひとさらい」
    - 八木義徳「胡桃」
    - 安岡章太郎「瀑布」
- 第2回（1975年） 永井龍男「秋」（『新潮』1974年1月号）
  - 最終候補作
    - 円地文子「猫の草子」
    - 武田泰淳「笑い男の散歩」
    - 河野多恵子「択ばれて在る日々」
    - 高橋たか子「昔の街」
- 第3回（1976年） 佐多稲子「時に佇つ（十一）」（『文藝』1975年11月号）
  - 最終候補作
    - 大岡昇平「問わずがたり」
    - 尾崎一雄「鎌倉の人」
    - 田久保英夫「髪の環」
    - 富岡多恵子「動物の葬礼」
    - 中里恒子「花筐」
- 第4回（1977年） 水上勉「寺泊」（『展望』1976年5月号）、富岡多恵子「立切れ」（『群像』1976年11月号）
  - 最終候補作
    - 円地文子「問わず語り」
    - 遠藤周作「うしろ姿」
    - 田久保英夫「羽搏」
    - 竹西寛子「春」
    - 富岡多恵子「名前」
    - 三浦哲郎「頬紅」
    - 吉村昭「メロンと鳩」
- 第5回（1978年） 和田芳恵「雪女」（『文學界』1977年2月号）
  - 最終候補作
    - 円地文子「砧」
    - 芝木好子「牡丹の庭」
    - 高井有一「木立の明るみ」
    - 中里恒子「うつつ川」
    - 古井由吉「池沼」
- 第6回（1979年） 開高健「玉、砕ける」（『文藝春秋』1978年3月号）
  - 最終候補作
    - 島村利正「妙高の秋」
    - 開高健「貝塚を作る」
    - 高橋揆一郎「木偶おがみ」
    - 結城信一「空の細道」
    - 古井由吉「親坂」
    - 宮本輝「幻の光」
    - 林京子「野に」
- 第7回（1980年） 野口冨士男「なぎの葉考」（『文學界』1979年9月号）
  - 最終候補作
    - 宇野千代「それは木枯らしか」
    - 高橋たか子「招き」
    - 田久保英夫「風琴」
    - 深沢七郎「みちのくの人形たち」（受賞辞退）
    - 安岡章太郎「夜半の波音」
- 第8回（1981年） 竹西寛子「兵隊宿」（『海』1980年3月号）
  - 最終候補作
    - 三浦哲郎「乱舞」
    - 古井由吉「あなおもしろ」
    - 中村光夫「形見」
    - 岩橋邦枝「伴侶」
    - 高橋揆一郎「骨を噛む」
    - 島村利正「くちなわ幻想」
    - 吉村昭「黄水仙」
- 第9回（1982年） 色川武大「百」（『新潮』1981年4月号）
  - 最終候補作
    - 山田稔「犬を連れた女」
    - 島村利正「青い雉」
    - 吉村昭「沢蟹」
    - 山口瞳「鸚鵡」
    - 筒井康隆「エロチック街道」
    - 黒井千次「石の話」
    - 日野啓三「ワルキューレの光」
    - 八木義徳「漂雲」
    - 大江健三郎「『雨の木（レイン・ツリー）』を聴く女たち」
- 第10回（1983年） 島尾敏雄「湾内の入江で」（『新潮』1982年3月号）、津島佑子「黙市」（『海』1982年8月号）
  - 最終候補作
    - 大庭みな子「白頭鷲」
    - 田久保英夫「木婚式」
    - 中上健次「よしや無頼」
    - 山口瞳「婚約」
    - 阪田寛夫「遠近法」
    - 日野啓三「カラスの見える場所」
    - 森内俊雄「足が濡れている」
    - 八木義徳「北満の落日」
    - 丹羽文雄「妻」
- 第11回（1984年） 大江健三郎「河馬に嚙まれる」（『文學界』1983年11月号）、林京子「三界の家」（『新潮』1983年10月号）
  - 最終候補作
    - 三浦哲郎「蟹屋の土産」
    - 八木義徳「熱い季節」
    - 八木義徳「遠い地平」
    - 大庭みな子「道」
    - 上田三四二「著莪の人」
    - 澁澤龍彦「ねむり姫」
- 第12回（1985年） 高橋たか子「恋う」（『新潮』1984年1月号）、田久保英夫「辻火」（『群像』1984年10月号）
  - 最終候補作
    - 坂上弘「音の無い光景」
    - 筒井康隆「串刺し教授」
    - 阿部昭「みぞれふる空」
    - 佐江衆一「島酔い」
    - 沢木耕太郎「闇の中の白い糸」
    - 古井由吉「午の日」
    - 岡松和夫「面影」
    - 日野啓三「孤独なネコは黒い雪の夢をみる」
- 第13回（1986年） 小川国夫「逸民」（『新潮』1985年9月号）
  - 最終候補作
    - 加賀乙彦「LATE AFTERNOON」
    - 高井有一「半日の放浪」
    - 三浦哲郎「愁月記」
    - 吉村昭「鋏」
    - 吉行理恵「赤い庭」
    - 大庭みな子「白い鳥」
- 第14回（1987年） 古井由吉「中山坂」（『海燕』1986年1月号）、阪田寛夫「海道東征」（『文學界』1986年7月号）
  - 最終候補作
    - 三浦哲郎「からかさ譚」
    - 高井有一「家族の虚実」
    - 丸山健二「月に泣く」
    - 尾辻克彦「舞踏神」
    - 清岡卓行「痛風と海」
- 第15回（1988年） 上田三四二「祝婚」（『新潮』1987年8月号）、丸谷才一「樹影譚」（『群像』1987年4月号）
  - 最終候補作
    - 黒井千次「指」
    - 庄野潤三「足柄山の春」
    - 八木義徳「夕虹」
- 第16回（1989年） 大庭みな子「海にゆらぐ糸」（『群像』1988年10月号）、筒井康隆「ヨッパ谷への降下」（『新潮』1988年1月号）
  - 最終候補作
    - 安岡章太郎「犬」
    - 飯島耕一「サマー・タイム」
    - 金井美恵子「飛ぶ星」
    - 三浦哲郎「とんかつ」
    - 森内俊雄「口紅」
- 第17回（1990年） 三浦哲郎「じねんじょ」（『海燕』1989年5月号）
  - 最終候補作
    - 佐江衆一「橋の向う」
    - 青野聰「燕の巣のある家の闖入者」
    - 黒井千次「音」
    - 村上春樹「TVピープル」
- 第18回（1991年） 安岡章太郎「伯父の墓地」（『文藝春秋』1990年2月号）
  - 最終候補作
    - 八木義徳「浮巣」
    - 三浦朱門「子々孫々」
    - 坂上弘「向かいて聞く」
    - 三木卓「路」
    - 黒井千次「雨男」
- 第19回（1992年） 吉田知子「お供え」（『海燕』1991年7月号）
  - 最終候補作
    - 高橋揆一郎「にぎにぎ」
    - 大城立裕「迷路」
    - 村田喜代子「天昇り」
    - 高井有一「花のある一日」
- 第20回（1993年） 司修「犬（影について・その一）」（『新潮』1992年2月号）
  - 最終候補作
    - 阿川弘之「鮨」
    - 増田みず子「顔」
    - 小沼丹「軽鴨」
    - 山本道子「喪服の子」
    - 大岡玲「ジンベイザメになりたかった」
- 第21回（1994年） 古山高麗雄「セミの追憶」（『新潮』1993年5月号）
  - 最終候補作
    - 笙野頼子「増殖商店街」
    - 三浦哲郎「こえ」
    - 増田みず子「風草」
    - 森内俊雄「桜桃」
- 第22回（1995年） 三浦哲郎「みのむし」（『新潮』1994年1月号）
  - 最終候補作
    - 竹西寛子「草原の歌」
    - 富岡多恵子「触れる袖」
    - 小川国夫「黙っているお袋」
    - 村田喜代子「強盗山」
    - 萩原葉子「スネーク」
- 第23回（1996年） 大庭みな子「赤い満月」（『文學界』1995年1月号）
  - 最終候補作
    - 山本昌代「桜貝」
    - 大城立裕「イベー」
    - 山田稔「リサ伯母さん」
    - 多和田葉子「ゴットハルト鉄道」
- 第24回（1997年） 坂上弘「台所」（『新潮』1996年9月号）、小田実「『アボジ』を踏む」（『群像』1996年10月号）
  - 最終候補作
    - 真鍋呉夫「霹靂」
    - 北杜夫「消滅」
    - 曾野綾子「農夫の朝食」
    - 稲葉真弓「朝が二度くる」
    - 高井有一「絵の中の人」
    - 三浦朱門「肉親」
    - 李恢成「八月の碑」
- 第25回（1998年） 村田喜代子「望潮」（『文學界』1997年1月号）
  - 最終候補作
    - 日野啓三「境界にて」
    - 岡田睦「一月十日」
    - 石牟礼道子「木霊」
    - 山田詠美「眠りの材料」
    - 島田雅彦「ミス・サハラを探して」
    - 宮尾登美子「月と権平」
    - 辻征夫「遠ざかる島」

### 第2期
- 第26回（2000年） 岩阪恵子「雨のち雨？」（『新潮』1999年5月号）、目取真俊「魂込め」（『魂込め』所収）
  - 最終候補作
    - 日野啓三「十月の光」
    - 稲葉真弓「七千日」
    - 山田詠美「最後の資料」
    - 松浦寿輝「ふるえる水滴の奏でるカデンツァ」
    - 保坂和志「生きる歓び」
- 第27回（2001年） 車谷長吉「武蔵丸」（『白痴群』所収）
  - 最終候補作
    - 青野聰「闘牛とオオババ」
    - 北杜夫「水の音」
    - 川上弘美「龍宮」
    - 吉村昭「時間」
    - 松浦寿輝「逢引」
    - 岩橋邦枝「こおろぎ」
- 第28回（2002年） 河野多惠子「半所有者」（『半所有者』所収）、町田康「権現の踊り子」（『群像』2001年7月号）
  - 最終候補作
    - 川上弘美「海馬」
    - 清岡卓行「あの青空にいつどこで」
    - 藤沢周「焦痕」
    - 石牟礼道子「ゆり籠」
    - 中沢けい「棺柩」
- 第29回（2003年） 堀江敏幸「スタンス・ドット」（『新潮』2002年1月号）、青山光二「吾妹子哀し」（『新潮』2002年8月号）
  - 最終候補作
    - 青野聰「酔どれの高山病」
    - 笙野頼子「素数長歌と空」
    - 長嶋有「タンノイのエジンバラ」
    - 加島祥造「あの夜」
    - 増田みず子「添い寝」
    - 加藤幸子「蝸牛の午睡」
- 第30回（2004年） 絲山秋子「袋小路の男」（『群像』2003年12月号）
  - 最終候補作
    - 高井有一「殺されなかつた子供たち」
    - 黒井千次「丸の内」
    - 玄月「運河」
    - 宗左近「故郷の名」
    - 佐江衆一「長きこの夜」
    - 湯本香樹実「アンタロマの爺さん」
    - 伊井直行「掌」
    - 長嶋有「夕子ちゃんの近道」
    - 宮崎誉子「POPザウルス（A面）」
- 第31回（2005年） 辻原登「枯葉の中の青い炎」（『新潮』2004年8月号）
  - 最終候補作
    - 金井美恵子「ピース・オブ・ケーキ」
    - 山田詠美「間食」
    - 清水博子「ないちがいち」
    - 小川洋子「海」
    - 小野正嗣「片乳」
    - 稲葉真弓「私がそこに還るまで」
    - 角田光代「雨を渡る」
- 第32回（2006年） 角田光代「ロック母」（『群像』2005年12月号）
  - 最終候補作
    - 黒井千次「久介の歳」
    - 池澤夏樹「20マイル四方で唯一のコーヒー豆」
    - 村上春樹「ハナレイ・ベイ」
    - 辻井喬「書庫の母」
    - 西村賢太「一夜」
    - 日和聡子「尋牛図」
    - 桐野夏生「植林」
- 第33回（2007年） 小池昌代「タタド」（『新潮』2006年9月号）
  - 最終候補作
    - 桐野夏生「タマス君」
    - 久世光彦「御羽車」
    - 小川洋子「ひよこトラック」
    - 島本理生「Birthday」
    - 加藤幸子「バッツィー」
- 第34回（2008年） 稲葉真弓「海松」（『新潮』2007年2月号）、田中慎弥「蛹」（『新潮』2007年8月号）
  - 最終候補作
    - 池澤夏樹「ヘルシンキ」
    - 森内俊雄「ジュニエ爺さんの馬車」
    - 小林恭二「遁世記」
    - 辻仁成「青春の末期」
    - 大竹昭子「随時見学可」
    - 玄侑宗久「Aデール」
- 第35回（2009年）青山七恵「かけら」（『新潮』2008年11月号）※最年少受賞
  - 最終候補作
    - 岡田利規「楽観的な方のケース」
    - 川上弘美「terra」
    - リービ英雄「我是」
    - 西村賢太「廃疾かかえて」
    - 遠藤徹「麝香猫」
- 第36回（2010年）髙樹のぶ子「トモスイ」（『新潮』2009年4月号）
  - 最終候補作
    - 川上弘美「aer」
    - 藤谷治「日本私昔話より じいさんと神託」
    - 川上未映子「すばらしい骨格の持ち主は」
    - 小川洋子「寄生」
    - 金原ひとみ「夏旅」
- 第37回（2011年）津村節子「異郷」（『文學界』2010年1月号）
  - 最終候補作
    - 奥泉光「変身の書架」
    - 津村記久子「うどん屋のジェンダー、またはコルネさん」
    - 山田詠美「ブーランジェリー」
    - 長嶋有「十時間」
    - 中上紀「電話」
- 第38回（2012年）江國香織「犬とハモニカ」（『新潮』2011年6月号）
  - 最終候補作
    - 木下古栗「本屋大将」
    - 奥泉光「Metamorphosis」
    - よしもとばなな「スポンジ」
    - 藤沢周「案山子」
    - 諏訪哲史「先カンブリア」
- 第39回（2013年）津村記久子「給水塔と亀」（『文學界』2012年3月号）
  - 最終候補作
    - 藤沢周「明滅」
    - 伊藤たかみ「ある日の、ふらいじん」
    - よしもとばなな「癒しの豆スープ」
    - 川上弘美「mundus」
    - 佐伯一麦「日和山」
- 第40回（2014年）戌井昭人「すっぽん心中」（『新潮』2013年1月号）
  - 最終候補作
    - 中村文則「糸杉」
    - 藤沢周「あなめ」
    - 佐伯一麦「野焼」
    - 小山田浩子「いたちなく」
    - 藤野可織「アイデンティティ」
- 第41回（2015年）大城立裕「レールの向こう」（『新潮』2014年5月号）
  - 最終候補作
    - 川上弘美「形見」
    - 玄侑宗久「東天紅」
    - 松浦寿輝「手摺りを伝って」
    - 小山田浩子「彼岸花」
    - 平野啓一郎「消えた蜜蜂」
- 第42回（2016年）山田詠美「生鮮てるてる坊主」（『群像』2015年9月号）
  - 最終候補作
    - 金井美恵子「呼び声、もしくはサンザシ」
    - いしいしんじ「ふるさと」
    - 石原慎太郎「ある失踪」
    - 玄月「三井愛子の悩み事」
    - 藤沢周「禊」
- 第43回（2017年）円城塔「文字渦」（『新潮』2016年5月号）
- 第44回（2018年）保坂和志「こことよそ」（『新潮』2017年6月号）

### 第3期
- 第45回（2021年）千葉雅也「マジックミラー」（『ことばと』vol.1）
- 第46回（2022年）上田岳弘「旅のない」（『群像』2021年5月号）
- 第47回（2023年）滝口悠生「反対方向行き」（『鉄道小説』所収）
- 第48回（2024年）町屋良平「私の批評」（『文藝』2023年春季号）
- 第49回（2025年）奥泉光「清心館小伝」（『新潮』2024年6月号）

## 選考委員

### 第1期
- 第1回から第2回 - 永井龍男、中村光夫、舟橋聖一、山本健吉、吉行淳之介
- 第3回から第11回 - 井上靖、永井龍男、中村光夫、山本健吉、吉行淳之介
- 第12回 - 井上靖、中村光夫、山本健吉、吉行淳之介
- 第13回 - 井上靖、島尾敏雄、山本健吉、吉行淳之介
- 第14回 - 井上靖、大江健三郎、山本健吉、吉行淳之介
- 第15回 - 井上靖、大江健三郎、水上勉、山本健吉、吉行淳之介
- 第16回 - 井上靖、大江健三郎、竹西寛子、水上勉、吉行淳之介
- 第17回 - 井上靖、大江健三郎、竹西寛子、吉行淳之介
- 第18回 - 大江健三郎、竹西寛子、水上勉、吉行淳之介
- 第19回から第20回 - 大江健三郎、竹西寛子、三浦哲郎、水上勉、吉行淳之介
- 第21回から第22回 - 大江健三郎、竹西寛子、三浦哲郎、水上勉
- 第23回 - 秋山駿、大江健三郎、竹西寛子、三浦哲郎、水上勉
- 第24回から第25回 - 秋山駿、田久保英夫、竹西寛子、三浦哲郎、水上勉

### 第2期
- 第26回から第27回 - 秋山駿、井上ひさし、小川国夫、田久保英夫、津島佑子
- 第28回から第33回 - 秋山駿、井上ひさし、小川国夫、津島佑子、村田喜代子
- 第34回から第35回 - 秋山駿、井上ひさし、辻原登、津島佑子、村田喜代子
- 第36回 - 秋山駿、辻原登、津島佑子、村田喜代子
- 第37回から第39回 - 秋山駿、辻原登、津島佑子、堀江敏幸、村田喜代子
- 第40回から第41回 - 角田光代、辻原登、津島佑子、堀江敏幸、村田喜代子
- 第42回 - 角田光代、辻原登、堀江敏幸、村田喜代子
- 第43回から第44回 - 荒川洋治、角田光代、辻原登、堀江敏幸、村田喜代子

### 第3期
- 第45回から - 荒川洋治、角田光代、辻原登、堀江敏幸、村田喜代子